# ويل جلوك
ويل جلوك (بالإنجليزية: Will Gluck) (و. القرن 20  م) هو مخرج أفلام، ومنتج أفلام، وكاتب سيناريو أمريكي، ولد في نيويورك.

## التعليم
تعلم في جامعة كورنيل.

## وصلات خارجية
- ويل جلوك على موقع IMDb (الإنجليزية)
- ويل جلوك على موقع روتن توميتوز (الإنجليزية)
- ويل جلوك على موقع ألو سيني (الفرنسية)
- ويل جلوك على موقع أول موفي (الإنجليزية)
- ويل جلوك على موقع قاعدة بيانات الأفلام السويدية (السويدية)
- ويل جلوك على موقع قاعدة بيانات الفيلم (الإنجليزية)
- ويل جلوك على موقع كينوبويسك (الروسية)